# 鄭詩亭
鄭詩亭（英語：Cheng Sze Ting，1981年6月5日—），香港新聞從業員，前無綫新聞首席記者，前有線新聞中國組首席記者。

## 簡歷
鄭詩亭在香港出生長大，祖籍廣東省清遠市，早年畢業於順德聯誼總會何日東小學及順德聯誼總會梁銶琚中學，2004年畢業於香港浸會大學新聞系，2003年暑假加入亞視新聞當實習記者，其後留任當港聞記者至2007年，期間亦曾被派駐廣州及北京。
鄭詩亭於2007年8月轉職無綫新聞出任中國組高級記者，她亦是駐北京記者之一。2015年末轉職香港有線新聞出任中國組首席記者，其後於2017年7月離職。

## 相關事件
2012年3月9日，在廣東省省長朱小丹召開的記者會上，《香港商報》記者路洪超提問時被鄭詩亭指「不是香港的」，會後，他質問鄭詩亭時，並向對方動粗，引發口角。鄭詩亭要求路洪超道歉，路洪超則指她「演戲」，部分內地記者加入罵戰，指她「歧視大陸媒體」。無綫電視新聞部總監袁志偉事發後去信《香港商報》，指鄭詩亭並無在場發表針對路洪超的說話，而該台記者也不應受暴力對待及侮辱。袁志偉要求《香港商報》及記者路洪超就事件作書面道歉。

## 感情生活
2018年 , 鄭詩亭與現職香港電台記者仇志榮結婚。一年後宣佈懷孕(男孩)，並於2020年3月31日誕下嬰兒，名為仇豬白。

## 外部連結
- 鄭詩亭的X（前Twitter）